# Neotype
Een neotype is een term uit de taxonomie. Het is een type dat later aangewezen wordt.

## Voor algen, planten en schimmels
In de botanische nomenclatuur kan een auteur een neotype aanwijzen als blijkt dat er geen origineel materiaal (meer) is. Het neotype gaat pas gelden als het volgens de daarvoor bepaalde voorschriften gepubliceerd is.

## Prokaryoten
In de bacteriologische nomenclatuur kan een auteur, als blijkt dat de originele cultuur niet meer bestaat, een voorstel voor een neotype publiceren in het daarvoor aangewezen tijdschrift. Als blijkt dat er geen bezwaren zijn, gaat na twee jaar dit neotype gelden.

## Zoölogie
In de zoölogische nomenclatuur kan een auteur een neotype aanwijzen als blijkt dat er geen type (meer) is (geen holotype, geen syntypen, geen lectotype en geen eerder neotype). Het neotype gaat pas gelden als het volgens de daarvoor bepaalde voorschriften gepubliceerd is.
Ook kan een auteur constateren dat het holotype onvoldoende diagnostische kenmerken vertoont, dus zo slecht is dat de naam wordt beschouwd als een nomen dubium. Hij kan dan een formeel verzoek indienen bij de International Commission on Zoological Nomenclature om een neotype vast te leggen. Dit neotype gaat pas gelden nadat er uitspraak is gedaan in een gepubliceerde Opinion (d.i. een gepubliceerd formeel besluit) van deze organisatie.
type (biologie) · type (zoölogie) – allotype · holotype · lectotype · neotype · paralectotype · paratype · syntype · typereeks · typesoort · typegeslacht · typelocatie